# Kladské hrabství
Hrabství kladské nebo též Kladsko (německy Grafschaft Glatz, polsky Hrabstwo kłodzkie) je historické území Čech, později (od roku 1742) součást pruského Slezska, po druhé světové válce (od roku 1945) Polska, nyní v polském Dolnoslezském vojvodství. Jeho území, tvořené Kladskou kotlinou obklopenou horami, přibližně odpovídá současnému okresu Kladsko a jeho metropolí je město Kladsko (polsky Kłodzko). V západní části Kladska okolo města Chudoba (Kudowa-Zdrój) existoval tzv. Český koutek.

## Geografie

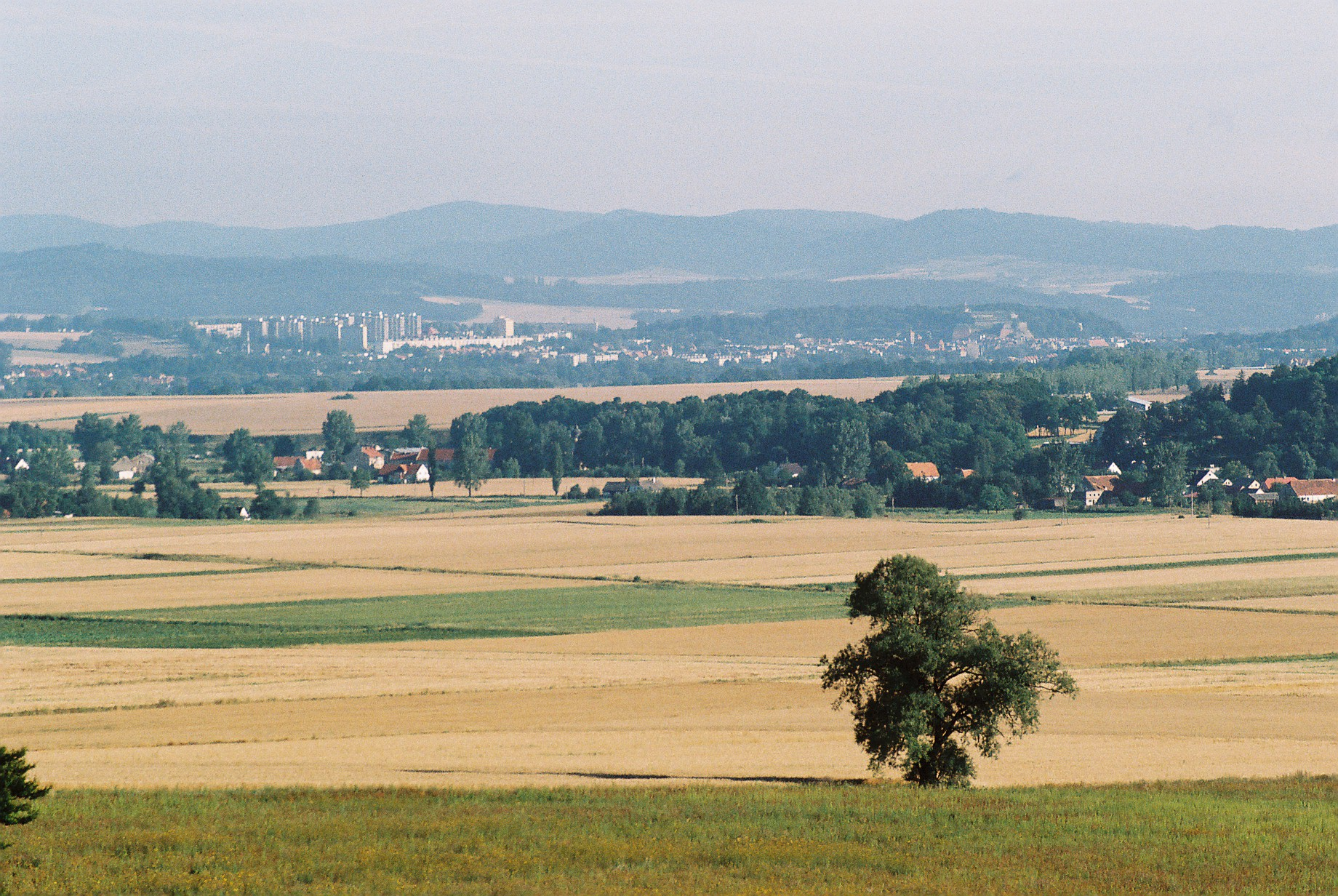
Současný pohled na Kladskou kotlinu

Centrální část Kladska tvoří Kladská kotlina (Kotlina Kłodzka), která je ze všech stran obklopena horami. Na hranicích oblasti se rozkládají masív Králického Sněžníku (Masyw Śnieżnika), Orlické hory (Góry Orlickie) a Bystřické hory (Góry Bystrzyckie), Stolové hory (Góry Stołowe), Javoří hory, Soví hory (Góry Sowie), Bardské hory (Góry Bardzkie), Rychlebské hory (Góry Złote, Góry Bialskie). Jeho územím protéká několik řek, z nichž jsou nejdůležitější Kladská Nisa a hraniční řeka Divoká Orlice (Dzika Orlica). Kladská Nisa opouští území na severu u města Bardo. Většina Kladska patří do úmoří Baltského moře, nejzápadnější část do úmoří Severního moře. Z hlediska geologické regionalizace patří Kladsko z velké části do vnitrosudetské pánve.
Z historického hlediska sousedí na jihu a západě s Čechami, na jihovýchodě s Moravou, na hřebenech Rychlebských hor s územím české části bývalého slezského niského knížectví (Jesenicko), na severu pak sousedí s územím bývalých slezských knížectví svídnického a minsterberského. Pokud jde o moderní členění, tak okres Kladsko sousedí s českými kraji Královéhradeckým, Pardubickým a Olomouckým, a polskými okresy Ząbkowice Śląskie, Dzierżoniów a Valbřich.

## Krajina a pamětihodnosti
Krajina Kladska je velice malebná a přitažlivá, její kultura a dějiny pestré, proto se jedná o turisticky atraktivní oblast se značným turistickým potenciálem. Na území se kromě několika chráněných krajinných oblastí nalézá také národní park Stolové hory (Park Narodowy Gór Stołowych). Kladsko je oblastí s největším výskytem léčivých a minerálních pramenů na území Polska. Nejen ve středověku zde byla naleziště drahých kovů, důkazem toho je velký počet důlních prací, které dnes slouží také jako muzea. V Kladsku je také mnoho sakrálních staveb a míst. Patrně nejproslulejší je poutní místo ve Vambeřicích (Wambierzyce).

## Dějiny

### První osídlení a spory o území
Území bylo osídleno již v prvním století, ale první písemná zmínka o vlastním městě pochází z Kosmovy kroniky. V kronice je zmíněno podhradí Ciadzco, které patřilo Slavníkovi, zakladateli rodu Slavníkovců. Kladským územím totiž vedla již od nejstarších dob obchodní stezka do Slezska, při níž byl vystavěn hrad Kladsko, který dal hustě zalesněnému území i městu jméno. Kladský kraj dlouho zahrnoval také území Broumovska.
Později bylo území ovládnuto Přemyslovci. Nároky na území si však kladla i polská knížata, což vedlo k několika vojenským střetnutím. Roku 1003 se pokusil území obsadit Boleslav Chrabrý, ale záhy byl vyhnán císařem Jindřichem II. Roku 1080 se oženil polský kníže Vladislav I. Herman s Juditou Přemyslovnou, dcerou českého knížete Vratislava II. Jejich syn Boleslav III. Křivoústý si pak území nárokoval jako věno své matky, ačkoli už od smíru z roku 1093 byla polskou stranou fakticky uznávána svrchovanost Břetislava II., českého knížete. Soběslav I. pak během bojů se svým bratrem Vladislavem I. vypálil roku 1114 podhradí do základů, ale poté, co se stal českým knížetem, jej vybudoval znovu včetně hradu, který zmodernizoval a více opevnil.

### Kladsko součástí Čech
Roku 1137 byla prostřednictvím císaře Lothara III. domluvena konečná mírová dohoda mezi Soběslavem I. a Boleslavem III. Křivoústým, kterou se celé Kladsko stalo majetkem českého knížete. Kladský hrad a celý kraj byl tehdy spravován knížecími purkrabími. Někdy po roce 1241 jimi byla založena ves Broumov a další vesnice na severozápadě, které poté získal polický benediktinský klášter. Ostatní kladské území na čas ovládl Havel z Lemberka, v roce 1253 mu ale bylo odňato Přemyslem Otakarem II., který pak roku 1260 vyňal veškeré statky břevnovského kláštera (z jeho polického proboštství kolonizované Broumovsko) z moci kladských purkrabí, díky čemuž je Broumovsko dosud součástí Čech. Za jeho vlády do Kladska hojně přicházeli němečtí kolonisté, král také všechny zdejší obyvatele vybavil manským právem, což znamenalo, že měli vlastní shromáždění a manský soud (řídil se magdeburským právem), nepodléhali zemskému soudu a nevysílali své zástupce na český zemský sněm. Krále zde zastupoval zemský hejtman. Tím se Kladsko stalo jedním z tzv. vnějších krajů Čech.

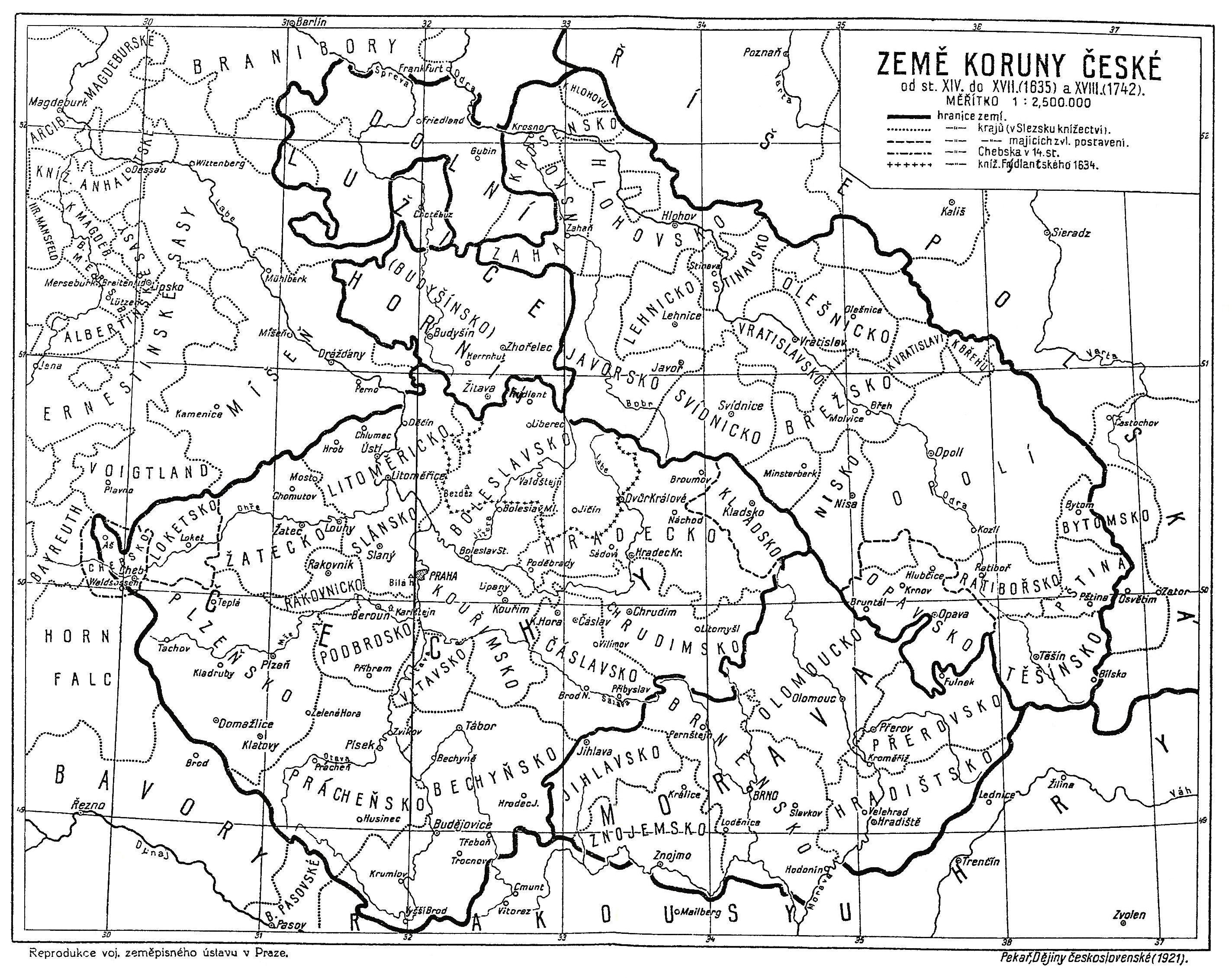
Kladsko jako jeden z českých krajů

Po porážce Přemysla Otakara II. od císaře Rudolfa I. Habsburského byl kraj včetně Broumovska doživotně přiznán vratislavskému knížeti Jindřichu IV. Probusovi. Jakmile však Jindřich zemřel (roku 1290), navrátilo se Kladsko do českých rukou. V roce 1316 ho král Jan Lucemburský dočasně zastavil Hynkovi Berkovi z Dubé a pak Kladsko doživotně věnoval vratislavskému knížeti Jindřichu VI. Dobrému (1327 až 1335) coby české léno. Když zemřel, připadlo spolu s vratislavským knížectvím opět českému králi, který je ale znovu dal do zástavy Boleslavu II. Minsterberskému (1337 až 1341). Roku 1344 se královskou listinou stalo Kladsko pevnou součástí zemí Koruny české, přičemž už nikdy nemělo být odcizeno od Čech. Přesto je Karel IV. nabízel do zástavy: v letech 1378 až 1387 je držel moravský markrabě Jošt a v letech 1397 až 1422 ratibořský kníže Jan II. Dosavadní privilegia Kladským však zůstala a území stále bohatlo a vyvíjelo se až do husitských válek v první polovině 15. století, během nichž došlo k poměrně velkému úbytku obyvatelstva, způsobenému hlavně morem, válkou (např. roku 1428 Kladsko vyplenilo vojsko sirotků), požáry a povodněmi. Hospodářsky se území vzpamatovalo až v průběhu 16. století.
Vládci Kladska se i nadále střídali, v roce 1431 ho od císaře Zikmunda získal Půta z Častolovic, po jeho smrti roku 1435 spolu s minsterberským knížectvím připadlo Hynkovi Krušinovi z Lichtenburka a po jeho smrti v roce 1454 jeho syn Vilém obojí prodal tehdejšímu zemskému správci Jiřímu z Poděbrad. Ten zde jako český král často pobýval a kladský hrad mu byl při válkách s Matyášem Korvínem velkou oporou; odolal všem nájezdům ze Slezska. Vymohl si proto na císaři Fridrichovi III. 17. prosince 1462 dekret, kterým bylo Kladsko ustanoveno hrabstvím a byl mu udělen znak: dva zlaté šikmé pásy v červeném poli. Hrabství poté náleželo jeho potomkům jako léno, které nemůže být odděleno od Českého království: nejdříve Jindřichovi I., poté jeho synům Albrechtovi, Jiřímu a Karlovi. Ti však kvůli zadlužení Kladsko, už bez Broumovska, prodali roku 1501 sešvagřenému hraběti Oldřichovi z Hardeggu, který pro hrabství získal v roce 1514 právo razit vlastní mince. V tehdejší době do původně katolického Kladska začala pronikat reformace a v letech 1513, 1518 a 1526 se zde také konaly generální sněmy zemí Koruny české. Oldřichův bratr Jan pak hrabství roku 1534 prodal králi Ferdinandovi I., titul hrabat kladských však Hardeggové užívají dodnes.
V rukou českého krále ale hrabství nezůstalo dlouho; už v roce 1537 bylo zastaveno Janovi z Pernštejna a po jeho smrti ho jeho synové roku 1549 prodali Arnoštu Bavorskému, který opustil své salcburské arcibiskupství a trvale se v Kladsko usídlil, aby zde zahájil katolickou protireformaci. Po jeho smrti v roce 1560 byla zástava ze strany českého panovníka vyplacena, k čemuž značně přispěli sami kladští stavové, kteří poté získali od císaře Rudolfa II. roku 1578 majestát, zaručující neoddělitelnost Kladska od Českého království. Současně si však vždy hájili samostatnost ohledně povolování berní. Znovu se zde začalo rozmáhat luteránství a během stavovského povstání stáli Kladští pevně na české straně. Dokonce i po bělohorské porážce odmítali složit zbraně a císařskému vojsku se vzdali až 26. října 1622. Kladsko poté získal vratislavský biskup Karel, který začal s důslednou rekatolizací. Vzápětí však zemřel a hrabství roku 1624 připadlo zpět císaři Ferdinandovi III. Během třicetileté války bylo území Kladska pleněno jak ze strany švédských, tak císařských vojsk. Po válce hrabství v roce 1649 svěřil císař svému synovi a králi Ferdinandovi IV., aby po jeho smrti roku 1654 se už naposledy vrátilo přímo ke království. V roce 1681 Kladsko stejně jako Čechy ovládly selské bouře.

### Pruské a polské Kladsko

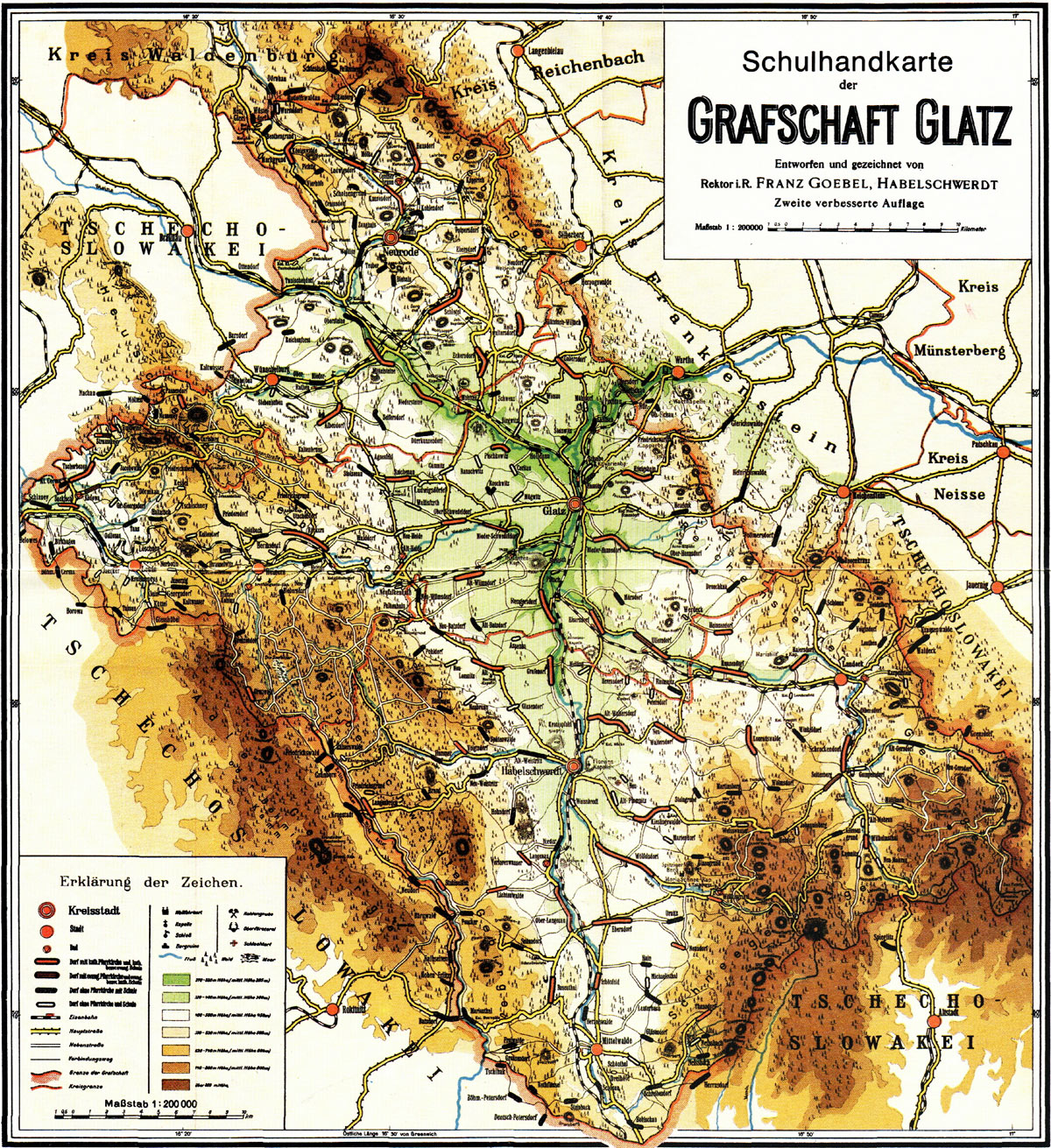
Mapa Kladska k roku 1930

Podle výsad z let 1344, 1472 a 1578 nemělo být Kladsko odloučeno od Českého království a až do slezských válek to byl jeden z českých krajů. Hrabství bylo během nich za vlády Marie Terezie v roce 1742 dobyto, kdy se město vzdalo pruskému králi Fridrichovi II. Velikému 9. ledna a rakouská posádka kladské pevnosti až 26. dubna; jen nakrátko bylo v letech 1760–63 získáno zpět generálem Laudonem během sedmileté války. Ztráta Kladska Habsburskou monarchií po slezských válkách ve prospěch Pruského království však již byla potvrzena berlínským (1742), drážďanským (1745) i cášským mírem (1748).
Prusko je nicméně začlenilo do Slezska až roku 1818, do té doby požívalo status země odlišné od Slezska. K roku 1890 mělo rozlohu 1636 km² a žilo zde celkem 172 tisíc obyvatel, převážně Němců. Čechů, žijících hlavně v Českém koutku, bylo tehdy podle Ottova slovníku zhruba 10 tisíc (při sčítání lidu roku 1905 se k češtině jako jedinému mateřskému jazyku přihlásilo 4 471 osob).
Po první světové válce a porážce Německa bylo toto území za vzniku Československa ze strany nového státu nárokováno při jednáních na pařížské mírové konferenci v roce 1919. Avšak neúspěšně, zůstalo součástí Německa. Kladsko bylo tvořeno třemi zemskými okresy (Glatz, Habelschwerdt a Neurode) a z náboženského hlediska zde k roku 1933 žilo 162 tisíc katolíků a 17 tisíc evangelíků.
Po druhé světové válce (1945) a porážce nacistického Německa pak bylo Kladsko zásahem polské armády začleněno do Polska, následný československo-polský spor o Kladsko byl urovnán mezistátními smlouvami z let 1947 a 1958 i na nátlak Sovětského svazu. Německé obyvatelstvo bylo nahrazeno obyvateli z polských území, přičleněných po roce 1945 k Sovětskému svazu. Až v roce 1972 bylo jeho území odděleno od pražské arcidiecéze a církevní správa byla předána vratislavské arcidiecézi, odkud byla fakticky vykonávána už od roku 1945. Dne 1. června 1975 se Kladsko stalo součástí vojvodství Valbřich. Na základě správní reformy z roku 1998 zde existuje od 1. ledna 1999 v rámci Dolnoslezského vojvodství okres Kladsko, jenž má téměř totožný rozsah jako historické území; z jeho území nepatřila k původnímu Kladsku pouze východní polovina vesnice Wilcza. Od roku 1995 je Kladsko také součástí Euroregionu Glacensis.

## Kladsko v české frazeologii
Ke Kladsku je v jedné z hypotéz vztahováno úsloví „za krále Klacka“ (ve východních Čechách „za klackýho krále“), označujícího velmi dávnou dobu, „když v Kladsku v době, jakou už nikdo nepamatuje, vládl mocný král“, což může být například odkaz na knížete Slavníka, resp. na dobu před vyvražděním Slavníkovců.

## Místa v kladském hrabství
- Kladsko – Glatz – Kłodzko

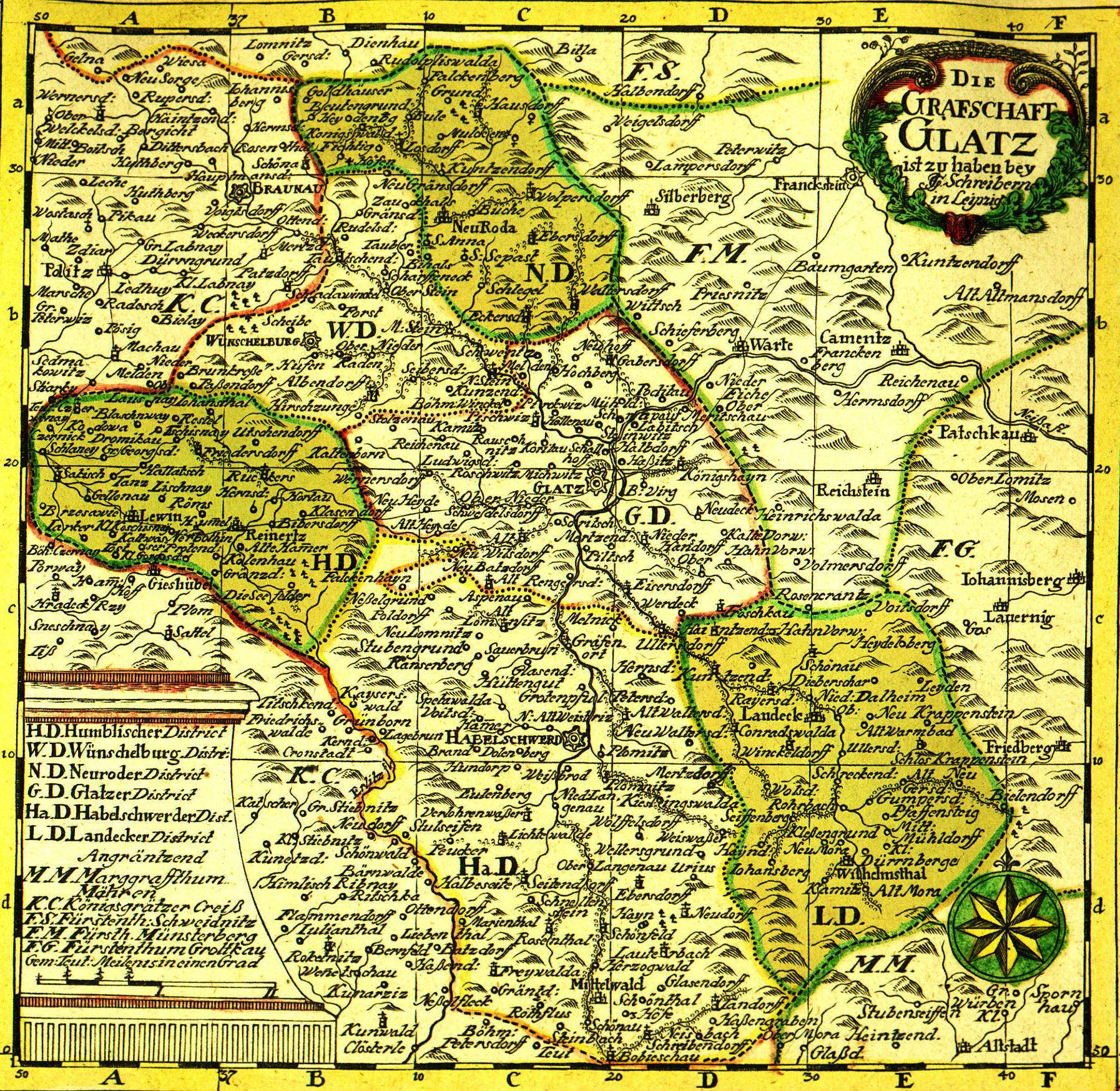
Mapa Kladska z 18. století

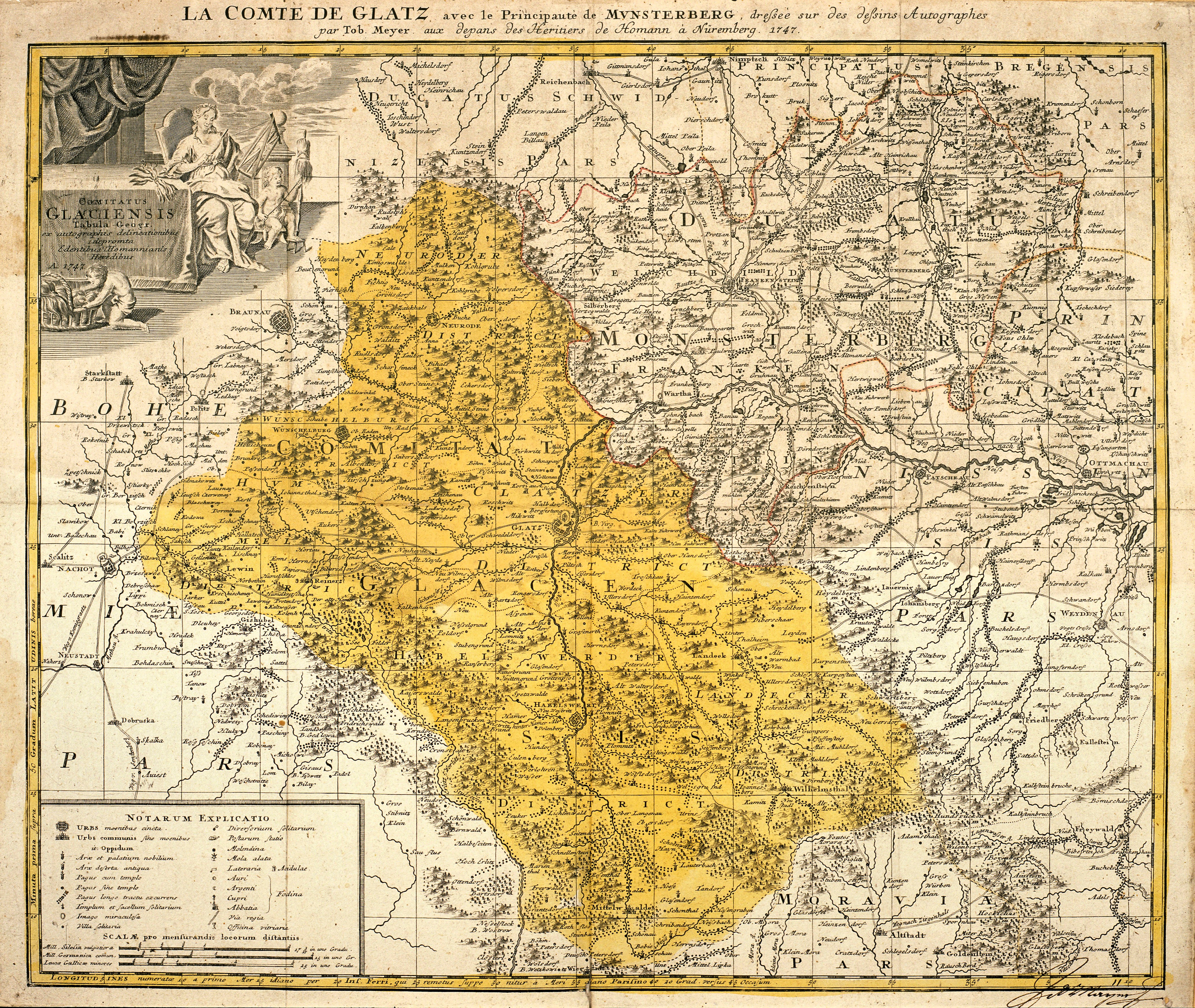
Mapa Kladska z roku 1747

- Štívnice – Schwedeldorf – Szalejów
- Oldřichovice – Ullersdorf – Ołdrzychowice Kłodzkie
- Kunzendorf – Kunzendorf – Trzebieszowice
- Bystřice – Habelschwerdt – Bystrzyca Kłodzka
- Arnoltov – Grafenort – Gorzanów
- Lomnice – Lomnitz – Łomnica
- Vlčkovice – Wölfelsdorf – Wilkanów
- Mezilesí – Mittelwalde – Międzylesie
- Habartice – Ebersdorf – Domaszków
- Lánov – Bad Langenau – Długopole Górne
- Landek – Bad Landeck – Lądek-Zdrój
- Stráně – Seitenberg – Stronie Śląskie
- Nová Ruda – Neurode – Nowa Ruda
- Ludvíkovice – Ludwigsdorf – Ludwikowice Kłodzkie
- Tlumačov – Tuntschendorf – Tłumaczów
- Vambeřice – Albendorf – Wambierzyce
- Stínava – Steine – Ścinawka
- Hrádek – Wünschelburg – Radków
- Wilhelmsthal – Wilhelmsthal – Bolesławów
- Klesendorf – Klessendorf – Kletno
- Vlčí Důl – Wölfelsgrund – Międzygórze
- Varta – Wartha – Bardo
- Chudoba – Bad Kudowa – Kudowa-Zdrój
- Levín – Lewin – Lewin Kłodzki
- Dušníky – Bad Reinerz – Duszniki Zdrój
- Grunvald – Grünwald – Zieleniec
- Ředeč – Rückers – Szczytna
- Starý Bor – Altheide Bad – Polanica-Zdrój
- Stará Jesenice – Altwilmsdorf – Stary Wielisław
- ... – Freiwalde – Lesica
- ... – Grenzendorf – Graniczna
- ... – Stuhlseifen – Rudawa
- ... – Peuker – Poniatów
- ... – Marienthal – Niemojów

### Vrchnostenské celky v kladské kotlině
- Panství hradu Schnallenstein (polsky Szczerba), později po přemístění centra správy nazýváno rovněž panství Rosenthal (polsky Różanka), ke kterému patřily vsi Rosenthal, Freiwalde, Marienthal, Seitendorf, Peucker, Stuhlseifen, Aloysienthal, Langenbrück, Verlorenwasser, Oberlangenau, Bad Langenau, Niederlangenau, Lichtenwalde, Ebersdorf a Wölfelsgrund.
- Panství Mezilesí (německy Herrschaft Mittelwalde, polsky Międzilesie), ke kterému vedle městečka Mittelwalde patřily vsi Steinbach, Rothflößel, Schönau, Schreibendorf, Bobischau, Schönthal, Herzogswalde a Urnitz.
- Panství Schönfeld (polsky Roztoki), které se oddělilo od panství Mezilesí, k panství Schönfeld patřily vsi Schönfeld, Hain, Lauterbach, Gläsendorf, Thanndorf a Neißbach.
- Panství Vlčkovice (německy Herrschaft Wölfelsdorf, polsky Wilkanów).
- Panství hradu Karpenstein (polsky Karpień),
- Panství Arnoltov (německy Herrschaft Grafenort, polsky Gorzanów), ke kterému patřily vsi Grafenort, Aspenau, Schlosshof, konfiskáty samostatných rytířských sídel Ratschin, Moschin, Alt Waltersdorf, Melling, Alt Batzdorf, Neu Batzdorf, Neu Wilmsdorf, Glasendorf, Sauerbrunn, Neuhain, Hüttenguth a dále dříve vsi samostatného panství Lomnice; Alt Lomnitz, Neu Lomnitz, Pohldorf, Ranserberg,
- Panství hradu Homole (německy Hummelburg, polsky Gomoła),
- Panství Plomnitz (polsky Pławnica), ke kterému patřily vsi Plomnitz, Kieslingswalde, Weißbrodt, Mariendorf, Glasegrund a chvíli také Martinsberg (později patří k panství Kunzendorf).
- Panství Wernersdorf (německy později zvané Wallisfurth, polsky Wolany),
- Panství Kunzendorf (polsky Trzebieszowice),
- Panství Seitenberg (polsky Stronie Śląskie), ke kterému patřily vsi Seitenberg, Schreckendorf, Winkeldorf (později při panství Kunzendorf), Weißwasser (později při panství Kunzendorf), Wolmsdorf, Alt Mohrau, Wilhelmsthal, Klessengrund, Kamnitz, Neu Mohrau)

Samostatné rytířské statky
- Ratschin
- Moschin

Svobodné rychty
- Marienthal
- Voigtsdorf
- Kaiserswalde
- Pohldorf
- Wölfelsdorf
- Seitendorf
- Ebersdorf

Komorní dvory a vsi
- Voigtsdorf (část)